# Lista odcinków programu Śpiewające fortepiany
Poniższe zestawienie prezentuje listę odcinków programu rozrywkowego Śpiewające fortepiany, emitowanego w latach 2001–2005 na antenie TVP2.
W programie brały udział dwie 3-osobowe drużyny, których kapitanami byli pianiści Czesław Majewski i Janusz Tylman. Pozostali uczestnicy to gwiazdy polskiej estrady, scen teatralnych, filmu, telewizji, radia, sportu, a czasem polityki. Czesław Majewski zasiadał przy białym fortepianie, a Janusz Tylman przy czarnym.
Dane na podstawie emisji powtórkowych w TVP Rozrywka.

## Lista odcinków
Zielonym kolorem oznaczono drużynę, która wygrała dany odcinek. W niektórych przypadkach odcinek zakończył się remisem.

### Rok 2001
| Odcinek                | Biały fortepian                              | Czarny fortepian                           | Wynik | Premiera             |
| ---------------------- | -------------------------------------------- | ------------------------------------------ | ----- | -------------------- |
| 1                      | Jolanta Fraszyńska, Witold Paszt             | Dorota Furman, Piotr Polk                  | 12–17 | 26 lutego 2001       |
| 2                      | Jolanta Pieńkowska, Robert Janowski          | Majka Jeżowska, Zbigniew Górny             | 10–17 | 5 marca 2001         |
| 3                      | Katarzyna Dowbor, Ryszard Poznakowski        | Elżbieta Zającówna, Krzysztof Jaślar       | 13–15 | 12 marca 2001        |
| 4                      | Agnieszka Pilaszewska, Cezary Żak            | Krystyna Czubówna, Emilian Kamiński        | 18–12 | 19 marca 2001        |
| 5                      | Anna Przybylska, Michał Fajbusiewicz         | Joanna Trzepiecińska, Krzysztof Jasiński   | 15–12 | 26 marca 2001        |
| 6                      | Katarzyna Jamróz, Krzysztof Piasecki         | Anna Jurksztowicz, Jacek Borkowski         | 20–9  | 2 kwietnia 2001      |
| 7                      | Agnieszka Krukówna, Robert Rozmus            | Beata Rybotycka, Piotr Gąsowski            | 16–14 | 9 kwietnia 2001      |
| 8                      | Magdalena Stużyńska, Jerzy Bończak           | Justyna Sieńczyłło, Andrzej Nejman         | 22–12 | 23 kwietnia 2001     |
| 9                      | Adrianna Biedrzyńska, Krzysztof Hanke        | Izabela Trojanowska, Zbigniew Buczkowski   | 11–17 | 30 kwietnia 2001     |
| 10                     | Ewa Bem, Jacek Skubikowski                   | Maryla Rodowicz, Jacek Cygan               | 14–13 | 7 maja 2001          |
| 11                     | Hanna Śleszyńska, Jan Wołek                  | Ewa Błaszczyk, Wojciech Wysocki            | 18–18 | 14 maja 2001         |
| 12                     | Małgorzata Foremniak, Wiktor Zborowski       | Edyta Jungowska, Marcin Troński            | 17-17 | 21 maja 2001         |
| 13                     | Danuta Rinn, Stasiek Wielanek                | Krystyna Tkacz, Grzegorz Wons              | 13–19 | 28 maja 2001         |
| 14                     | Elżbieta Jaworowicz, Bogusław Morka          | Danuta Błażejczyk, Tadeusz Drozda          | 17–16 | 4 czerwca 2001       |
| 15                     | Magdalena Warzecha, Omar Sangare             | Justyna Steczkowska, Paweł Deląg           | 19-19 | 11 czerwca 2001      |
| 16                     | Maria Peszek, Karol Strasburger              | Ewa Ziętek, Jacek Wójcicki                 | 18–14 | 18 czerwca 2001      |
| 17                     | Mariola Bojarska-Ferenc, Mirosław Kowalewski | Dorota Kamińska, Wiesław Tupaczewski       | 17–12 | 3 września 2001      |
| 18                     | Alicja Majewska, Wojciech Gąssowski          | Irena Jarocka, Stefan Friedmann            | 19–17 | 10 września 2001     |
| 19                     | Joanna Bartel, Andrzej Krzywy                | Dorota Szpetkowska, Mieczysław Szcześniak  | 14–17 | 17 września 2001     |
| 20                     | Agnieszka Maciąg, Przemysław Babiarz         | Olga Bończyk, Przemysław Gintrowski        | 18–14 | 24 września 2001     |
| 21                     | Ewa Kasprzyk, Bohdan Łazuka                  | Grażyna Barszczewska, Krzysztof Kowalewski | 17–15 | 1 października 2001  |
| 22                     | Iga Cembrzyńska, Artur Barciś                | Katarzyna Skrzynecka, Rafał Kubacki        | 18–15 | 8 października 2001  |
| 23                     | Daria Trafankowska, Jerzy Połomski           | Małgorzata Niemirska, Zygmunt Chajzer      | 18–15 | 15 października 2001 |
| 24                     | Małgorzata Kożuchowska, Jerzy Kryszak        | Joanna Kurowska, Krzysztof Tyniec          | 17-17 | 22 października 2001 |
| 25                     | Lucyna Malec, Grzegorz Wasowski              | Ewa Złotowska, Roman Czejarek              | 17–15 | 29 października 2001 |
| 26                     | Krystyna Kofta, Andrzej Sikorowski           | Urszula Kasprzak, Krzysztof Skiba          | 13–17 | 5 listopada 2001     |
| 27                     | Renata Dancewicz, Sławomir Świerzyński       | Halina Frąckowiak, Bogdan Zep              | 18–11 | 12 listopada 2001    |
| 28                     | Marta Bizoń, Włodzimierz Szaranowicz         | Marta Niewczas, Stanisław Szelc            | 17–12 | 19 listopada 2001    |
| 29                     | Ewa Śnieżanka, Paweł Wilczak                 | Dorota Chotecka, Jerzy Skoczylas           | 16–12 | 26 listopada 2001    |
| 30                     | Danuta Stenka, Krzysztof Ibisz               | Maria Szabłowska, Michał Milowicz          | 18–15 | 3 grudnia 2001       |
| 31                     | Alicja Bachleda-Curuś, Paweł Wawrzecki       | Stanisława Celińska, Michał Ogórek         | 16–14 | 10 grudnia 2001      |
| 32 WYDANIE ŚWIĄTECZNE  | Beata Rybotycka, Krzysztof Jasiński          | Grażyna Strachota, Dariusz Szpakowski      | 14–14 | 26 grudnia 2001      |
| 33 WYDANIE SYLWESTROWE | Joanna Kurowska, Jacek Cygan                 | Małgorzata Foremniak, Piotr Gąsowski       | 14–14 | 31 grudnia 2001      |

### Rok 2002
| Odcinek | Biały fortepian                           | Czarny fortepian                            | Wynik | Premiera             |
| ------- | ----------------------------------------- | ------------------------------------------- | ----- | -------------------- |
| 34      | Zdzisława Sośnicka, Przemysław Saleta     | Małgorzata Walewska, Radosław Pazura        | 17–15 | 4 marca 2002         |
| 35      | Anna Korcz, Jacek Bończyk                 | Małgorzata Ostrowska, Mariusz Szczygieł     | 17-12 | 11 marca 2002        |
| 36      | Joanna Żółkowska, Paweł Kukiz             | Anna Ścigalska, Maciej Orłoś                | 16–13 | 18 marca 2002        |
| 37      | Bogumiła Wander, Marek Siudym             | Anita Lipnicka, Artur Andrus                | 17–14 | 25 marca 2002        |
| 38      | Agnieszka Rylik, Norbi                    | Joanna Brodzik, Krzysztof Kasowski          | 16–15 | 8 kwietnia 2002      |
| 39      | Katarzyna Żak, Mateusz Kusznierewicz      | Ewa Kuklińska, Szymon Majewski              | 14–14 | 15 kwietnia 2002     |
| 40      | Halina Kunicka, Piotr Szwedes             | Anna Majcher, Leon Niemczyk                 | 15–13 | 22 kwietnia 2002     |
| 41      | Agnieszka Matysiak, Mirosław Baka         | Ewa Gawryluk, Andrzej Grabowski             | 15–13 | 29 kwietnia 2002     |
| 42      | Małgorzata Pieczyńska, Jerzy Zelnik       | Bożena Dykiel, Adam Hanuszkiewicz           | 15–15 | 6 maja 2002          |
| 43      | Magda Femme, Artur Partyka                | Olga Borys, Waldemar Goszcz                 | 19–15 | 13 maja 2002         |
| 44      | Renata Gabryjelska, Władysław Grzywna     | Katarzyna Pakosińska, Tomasz Kozłowicz      | 16–14 | 20 maja 2002         |
| 45      | Zofia Merle, Tomasz Sapryk                | Paulina Holtz, Tomasz Bednarek              | 16–15 | 27 maja 2002         |
| 46      | Halina Młynkowa, Henryk Sawka             | Małgorzata Potocka, Leszek Malinowski       | 17–14 | 23 września 2002     |
| 47      | Irena Kwiatkowska, Wiesław Michnikowski   | Irena Santor, Jan Machulski                 | 14–14 | 30 września 2002     |
| 48      | Katarzyna Bujakiewicz, Aleksander Klepacz | Kaja Paschalska, Bartosz Obuchowicz         | 18–14 | 7 października 2002  |
| 49      | Katarzyna Groniec, Piotr Adamczyk         | Anna Samusionek, Tomasz Stockinger          | 14–14 | 14 października 2002 |
| 50      | Jagna Marczułajtis, Rafał Królikowski     | Monika Olejnik, Krzysztof Kołbasiuk         | 15–15 | 21 października 2002 |
| 51      | Danuta Waniek, Kazimierz Kowalski         | Joanna Stefańska-Matraszek, Marek Torzewski | 16–16 | 28 października 2002 |
| 52      | Laura Łącz, Krzysztof Cugowski            | Kasia Kowalska, Marek Kościkiewicz          | 14–14 | 4 listopada 2002     |
| 53      | Ilona Łepkowska, Robert Gonera            | Halina Jawor, Jan Karpiel-Bułecka           | 14–15 | 18 listopada 2002    |
| 54      | Hanka Bielicka, Wojciech Pokora           | Krystyna Prońko, Jan Tomaszewski            | 14–14 | 25 listopada 2002    |
| 55      | Patrycja Markowska, Robert Korzeniowski   | Magdalena Wójcik, Krzysztof Krawczyk        | 15–15 | 2 grudnia 2002       |

### Rok 2003
| Odcinek | Biały fortepian                               | Czarny fortepian                                    | Wynik | Premiera             |
| ------- | --------------------------------------------- | --------------------------------------------------- | ----- | -------------------- |
| 56      | Magdalena Zawadzka, Marcin Wolski             | Maryla Rodowicz, Andrzej Zaorski                    | 17–14 | 3 marca 2003         |
| 57      | Ewa Skibińska, Cezary Żak                     | Agnieszka Wagner, Piotr Polk                        | 13–13 | 10 marca 2003        |
| 58      | Maria Peszek, Rafał Olbrychski                | Paulina Holtz, Piotr Cugowski                       | 14–12 | 17 marca 2003        |
| 59      | Eleni, Jarosław Kulczycki                     | Joanna Koroniewska, Witold Paszt                    | 13–13 | 24 marca 2003        |
| 60      | Agnieszka Warchulska, Maciej Miecznikowski    | Teresa Lipowska, Stefan Friedmann                   | 15–10 | 31 marca 2003        |
| 61      | Katarzyna Jamróz, Bogusław Morka              | Grażyna Torbicka, Artur Żmijewski                   | 13–13 | 7 kwietnia 2003      |
| 62      | Aleksandra Woźniak, Janusz Mus                | Małgorzata Rożniatowska, Zbigniew Buczkowski        | 13-13 | 14 kwietnia 2003     |
| 63      | Dorota Pomykała, Piotr Garlicki               | Urszula Dudziak, Paweł Sztompke                     | 14–14 | 26 kwietnia 2003     |
| 64      | Anna Szałapak, Przemysław Branny              | Anna Radwan, Robert Kudelski                        | 14–14 | 28 kwietnia 2003     |
| 65      | Iwona Guzowska, Stanisław Soyka               | Sława Przybylska, Krzysztof Janczar                 | 14–14 | 5 maja 2003          |
| 66      | Dominika Kurdziel, José Torres                | Shazza, Don Vasyl                                   | 17–18 | 12 maja 2003         |
| 67      | Grażyna Bukowska, Artur Gadowski              | Łada Gorpienko, Jacek Zieliński                     | 14–14 | 19 maja 2003         |
| 68      | Małgorzata Pieńkowska, Marcin Mroczek         | Małgorzata Kożuchowska, Rafał Mroczek               | 15-15 | 26 maja 2003         |
| 69      | Katarzyna Klich, Krzysztof Antkowiak          | Małgorzata Ostrowska-Królikowska, Krzysztof Janczak | 14–17 | 2 czerwca 2003       |
| 70      | Grażyna Błęcka-Kolska, Maciej Kozłowski       | Elżbieta Adamiak, Jacek Chmielnik                   | 17–14 | 9 czerwca 2003       |
| 71      | Ewa Wiśniewska, Stanisław Mikulski            | Alina Janowska, Henryk Kuźniak                      | 15–14 | 19 września 2003     |
| 72      | Grażyna Brodzińska, Krzysztof Kolberger       | Agnieszka Fatyga, Marek Torzewski                   | 16-16 | 26 września 2003     |
| 73      | Krystyna Sienkiewicz, Edward Linde-Lubaszenko | Joanna Sydor, Leszek Niedzielski                    | 15–14 | 3 października 2003  |
| 74      | Magdalena Kumorek, Marcin Przybylski          | Agata Młynarska, Jacek Bończyk                      | 14–15 | 10 października 2003 |
| 75      | Joanna Dark, Paweł Burczyk                    | Monika Ambroziak, Mateusz Damięcki                  | 15–15 | 17 października 2003 |
| 76      | Aldona Orman, Jerzy Woy-Wojciechowski         | Krystyna Loska, Tomasz Szwed                        | 16–13 | 24 października 2003 |
| 77      | Katarzyna Zielińska, Bartosz Opania           | Dorota Segda, Zbigniew Zamachowski                  | 15–15 | 31 października 2003 |
| 78      | Agata Tuszyńska, Andrzej Cierniewski          | Fiolka Najdenowicz, Tadeusz Ross                    | 15–14 | 7 listopada 2003     |
| 79      | Dorota Wellman, Cezary Morawski               | Beata Pawlikowska, Zbigniew Wodecki                 | 14–13 | 14 listopada 2003    |
| 80      | Karin Stanek, Bogdan Trojanek                 | Wanda Kwietniewska, Waldemar Kocoń                  | 14–15 | 21 listopada 2003    |
| 81      | Joanna Rawik, Mieczysław Kalenik              | Barbara Krafftówna, Emil Karewicz                   | 13–13 | 28 listopada 2003    |
| 82      | Karolina Muszalak, Leszek Mazan               | Monika Gruszczyńska, Zdzisław Wardejn               | 13–13 | 12 grudnia 2003      |

### Rok 2004
| Odcinek | Biały fortepian                                                                          | Czarny fortepian                                                                | Wynik | Premiera             |
| ------- | ---------------------------------------------------------------------------------------- | ------------------------------------------------------------------------------- | ----- | -------------------- |
| 83      | Ewa Szykulska, Dariusz Gnatowski                                                         | Dorota Stalińska, Andrzej Grabarczyk                                            | 14–14 | 9 stycznia 2004      |
| 84      | Katarzyna Stankiewicz, Kuba Wojewódzki                                                   | Martyna Wojciechowska, Andrzej Piaseczny                                        | 11-15 | 16 stycznia 2004     |
| 85      | Zofia Kucówna, Marek Barbasiewicz                                                        | Maria Pakulnis, Adam Ferency                                                    | 13–13 | 16 kwietnia 2004     |
| 86      | Grażyna Wolszczak, Jerzy Filar                                                           | Joanna Szczepkowska, Piotr Machalica                                            | 14–15 | 23 kwietnia 2004     |
| 87      | Katarzyna Haber, Michał Haber zespół pieśni i tańca Mazowsze im. Tadeusza Sygietyńskiego | Beata Chrobok, Dariusz Żaczek zespół pieśni i tańca Śląsk im. Stanisława Hadyny | 14–14 | 30 kwietnia 2004     |
| 88      | Agnieszka Włodarczyk, Janusz Radek                                                       | Justyna Majkowska, Cezary Harasimowicz                                          | 12–13 | 7 maja 2004          |
| 89      | Magdalena Wołłejko, Stan Borys                                                           | Anna Wyszkoni, Piotr Cyrwus                                                     | 13–14 | 14 maja 2004         |
| 90      | Magdalena Cwenówna, Jan Jankowski                                                        | Sonia Bohosiewicz, Marian Opania                                                | 14–16 | 21 maja 2004         |
| 91      | Anna Mucha, Sebastian Chmara                                                             | Monika Jarosińska, Konrad Mastyło                                               | 11–15 | 28 maja 2004         |
| 92      | Dorota Staszewska, Szymon Wydra                                                          | Magda Steczkowska, Wojciech Brzozowski                                          | 15–11 | 15 października 2004 |
| 93      | Beata Tyszkiewicz, Jan Kanty Pawluśkiewicz                                               | Grażyna Łobaszewska, Jerzy Derfel                                               | 14–12 | 22 października 2004 |
| 94      | Joanna Liszowska, Marek Majewski                                                         | Alicja Janosz, Robert Chojnacki                                                 | 13–13 | 29 października 2004 |
| 95      | Magdalena Rzemek, Ireneusz Krosny                                                        | Anna Mikoś, Grzegorz Halama                                                     | 14–11 | 5 listopada 2004     |
| 96      | Gabi Gold, Dariusz Kordek                                                                | Agnieszka Wosińska, Dziani                                                      | 14–13 | 12 listopada 2004    |
| 97      | Dorota Miśkiewicz, Andrzej Dąbrowski                                                     | Izabela Zając, Wojciech Karolak                                                 | 13–13 | 19 listopada 2004    |
| 98      | Monika Dryl, Radosław Popłonikowski                                                      | Sylwia Wiśniewska, Piotr Zelt                                                   | 14–12 | 26 listopada 2004    |
| 99      | Halina Jarczyk, Mirosław Czyżykiewicz                                                    | Beata Ścibakówna, Bogdan Brzyski                                                | 13–14 | 3 grudnia 2004       |
| 100     | Anna Lubańska, Adam Zdunikowski                                                          | Izabela Kłosińska, Piotr Nowacki                                                | 13–13 | 10 grudnia 2004      |

### Rok 2005
| Odcinek | Biały fortepian                              | Czarny fortepian                       | Wynik       | Premiera             |
| ------- | -------------------------------------------- | -------------------------------------- | ----------- | -------------------- |
| 101     | Magdalena Górska, Norbi                      | Magdalena Schejbal, Damian Aleksander  | 12–10       | 4 marca 2005         |
| 102     | Marta Wiśniewska, Michał Wiśniewski          | Anna Świątczak, Filip Rakowski         | brak danych | 11 marca 2005        |
| 103     | Jolanta Fraszyńska, Marian Opania            | Dorota Naruszewicz, Andrzej Grabarczyk | 11–8        | 18 marca 2005        |
| 104     | Grażyna Wolszczak, Cezary Harasimowicz       | Anna Zagórska, Cezary Morawski         | 11–10       | 15 kwietnia 2005     |
| 105     | Beata Kozidrak, Katarzyna Pietras            | Daniel Olbrychski, Rafał Olbrychski    | 14–8        | 22 kwietnia 2005     |
| 106     | Magdalena Stużyńska, Andrzej Nejman          | Teresa Lipowska, Witold Pyrkosz        | 12–12       | 29 kwietnia 2005     |
| 107     | Joanna Stefańska-Matraszek, Dariusz Stachura | Alicja Węgorzewska, Artur Ruciński     | brak danych | 13 maja 2005         |
| 108     | Magdalena Walach, Mariusz Kiljan             | Dorota Landowska, Marcin Bosak         | 15–7        | 24 września 2005     |
| 109     | Agnieszka Maciąg, Wojciech Cugowski          | Ilona Felicjańska, Piotr Cugowski      | 11–12       | 1 października 2005  |
| 110     | Agata Kulesza, Piotr Pilitowski              | Joanna Jeżewska, Dariusz Jakubowski    | brak danych | 8 października 2005  |
| 111     | Agnieszka Warchulska, Robert Więckiewicz     | Ewa Gawryluk, Waldemar Błaszczyk       | 11–12       | 15 października 2005 |
| 112     | Alicja Borkowska, Jarosław Kret              | Anna Mamczur, Zygmunt Chajzer          | 12–10       | 22 października 2005 |
| 113     | chór dziecięcy Alla Polacca                  | harcerski zespół Gawęda                | 12–12       | 5 listopada 2005     |
| 114     | Justyna Szafran, Mariusz Czajka              | Barbara Melzer, Robert Rozmus          | brak danych | 19 listopada 2005    |
| 115     | Beata Rybotycka, Krzysztof Jasiński          | Katarzyna Żak, Cezary Żak              | 10–10       | 17 grudnia 2005      |